# Кашкантениз (станция)
Кашкантени́з (каз. Қашқантеңіз) — станция в Мойынкумском районе Жамбылской области Казахстана. Входит в состав Мынаралского сельского округа. Находится примерно в 174 км к северу от районного центра, аула Мойынкум. Код КАТО — 315645200.

## Население
В 1999 году население станции составляло 170 человек (85 мужчин и 85 женщин). По данным переписи 2009 года, в населённом пункте проживало 190 человек (99 мужчин и 91 женщина).